# Treviso Foot Ball Club 1993

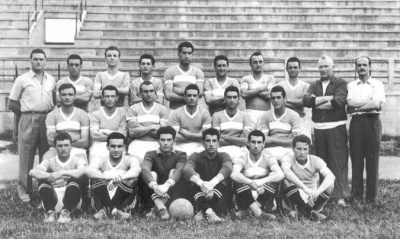
Plantilla en la temporada 1951-52.

El Treviso Foot Ball Club 1993 es un club de fútbol de Italia, con sede en Treviso, en la región del Véneto. Fue fundado en 1909 y refundado en varias oportunidades. Compite en la Serie D, cuarta categoría del fútbol italiano.

## Historia
El Foot Ball Club Treviso se fundó en 1909. Más tarde se cambió el nombre por el de Associazione Calcio Treviso. Por problemas económicos fue refundado en 1993, año en el que se cambió el nombre por el de Treviso Foot-Ball Club 1993. También, por problemas económicos, el año 2009, fue refundado, cambiando la denominación oficial, por Associazione Sportiva Dilettantistica Treviso 2009. En el 2013 fue refundado otra vez con el nombre actual.
Luego de la Segunda Guerra Mundial, el Treviso jugó ocasionalmente en la Serie B: 1945/46 - 1947/48, 1950/51 - 1954/55, 1997/98 - 2000/01, 2003/04 - 2004/05, y 2006/07 - 2008/09. Jugó en la Serie A por única vez en 2005/06.

## Palmarés

### Torneos nacionales
- Supercopa de Serie C (1): 2003
- Copa Italia de Aficionados (1): 1992-93

### Torneos interregionales
- Serie C (1): 1949-50 (Grupo C)
- Serie C1 (2): 1996-97 (Grupo A), 2002-03 (Grupo A)
- Serie C2 (1): 1995-96 (Grupo B)
- Lega Pro Seconda Divisione (1): 2011-12 (Grupo A)
- Serie D (2): 1974-75 (Grupo C), 2010-11 (Grupo C)
- Campionato Nazionale Dilettanti (1): 1994-95 (Grupo D)

### Torneos regionales
- Terza Divisione Veneto (1): 1924-25 (Grupo A)
- Eccellenza Veneto (1): 2022-23 (Grupo B)
- Promozione Veneto (1): 2020-21 (Grupo D)
- Copa Italia Promozione Veneto (1): 2017-18